# Pulau Salahnama
Pulau Salahnama är en ö i Indonesien.   Den ligger i provinsen Aceh, i den västra delen av landet, 1 300 km nordväst om huvudstaden Jakarta. Arean är 0,17 kvadratkilometer.
Terrängen på Pulau Salahnama är platt. Öns högsta punkt är 53 meter över havet. Den sträcker sig 0,7 kilometer i nord-sydlig riktning, och 0,5 kilometer i öst-västlig riktning.